# Podgoria
Podgoria é uma comuna romena localizada no distrito de Buzău, na região de Muntênia. A comuna possui uma área de 51.60 km² e sua população era de 3269 habitantes segundo o censo de 2007.